# Pietro Pastore
Pietro Pastore   (Pàdua, 9 d'abril de 1903 - Roma, 8 de gener de 1968), també conegut com a  Piero Pastore, fou un futbolista italià, que jugava de davanter, que va competir durant les dècades de 1920 i 1930. Posteriorment va fer d'actor.

## Futbolista
Jugà en nombrosos equips. Amb la Juventus de Torí guanyà la lliga italiana de 1925-1926, però també jugà, entre d'altres, amb la S.S. Lazio, AC Milan i AS Roma.
El 1928 va ser seleccionat per disputar els Jocs Olímpics d'Amsterdam, on l'equip italià guanyà la medalla de bronze en la competició de futbol, però no jugà cap partit.

## Actor
Pastore va debutar com a actor quan encara era futbolista en actiu. Les seves dues primeres pel·lícules foren a les darreries del cinema mut, el 1929-30, amb No-joking girls i The Legend of Wally. En el cinema sonor, participà en prop de vuitanta pel·lícules, però sempre en papers secundaris i sols en la pel·lícula Acciaio, de 1933, en fou el protagonista.

### Filmografia parcial
- Acciaio, dirigida per Walter Ruttmann (1933)
- Milizia territoriale, dirigida per Mario Bonnard (1935)
- Aldebaran, dirigida per Alessandro Blasetti (1935)
- Porto, dirigida per Amleto Palermi, (1935)
- Stasera alle undici, dirigida per Oreste Biancoli (1937)
- Io, suo padre, dirigida per Mario Bonnard (1939)
- Un'avventura di Salvator Rosa, dirigida per Alessandro Blasetti (1939)
- Fortuna, dirigida per Max Neufeld (1940)
- Fanfulla da Lodi, dirigida per Giulio Antamoro e Carlo Duse (1940)
- La corona di ferro, dirigida per Alessandro Blasetti (1941)
- Caravaggio, il pittore maledetto, dirigida per Goffredo Alessandrini (1941)
- Giarabub, dirigida per Goffredo Alessandrini (1942)
- La donna della montagna, dirigida per Renato Castellani (1943)
- Quartieri alti, dirigida per Mario Soldati (1945)
- Aquila nera, dirigida per Riccardo Freda (1946)
- 11 uomini e un pallone, dirigida per Giorgio Simonelli (1948)
- La figlia del mendicante, dirigida per Carlo Campogalliani (1950)
- Il monello della stradadirigida per Carlo Borghesio (1950)
- Il bivio, dirigida per Fernando Cerchio (1951)
- Lorenzaccio, dirigida per Raffaello Pacini (1951)
- La vendetta del corsaro, dirigida per Primo Zeglio (1951)
- I tre corsari, dirigida per Mario Soldati (1952)
- Condannatelo!, dirigida per Luigi Capuano (1953)
- Ulisse, dirigida per Mario Camerini (1954)
- Pane, amore e gelosia, dirigida per Luigi Comencini (1954)
- Il cardinale Lambertini, dirigida per Giorgio Pàstina (1954)
- L'arte di arrangiarsi, dirigida per Luigi Zampa (1954)
- Suonno d'ammore, dirigida per Sergio Corbucci (1955)
- Gagliardi e pupe, dirigida per Roberto Bianchi Montero (1958)
- Simpatico mascalzone, dirigida per Mario Amendola (1959)
- Arrangiatevi, dirigida per Mauro Bolognini (1959)
- Il mondo dei miracoli, dirigida per Luigi Capuano (1959)
- L'impiegato, dirigida per Gianni Puccini (1960)
- Signori si nasce, dirigida per Mario Mattoli (1960)
- La vendetta della maschera di ferro, dirigida per Henri Decoin e Francesco De Feo (1961)
- Barabba, dirigida per Richard Fleischer (1961)
- Le avventure di Mary Read, dirigida per Umberto Lenzi (1961)
- Dieci italiani per un tedesco (Via Rasella), dirigida per Filippo Walter Ratti (1962)
- Il colpo segreto di d'Artagnan, dirigida per Siro Marcellini (1962)
- L'invincibile cavaliere mascherato, dirigida per Umberto Lenzi (1963)
- I maniaci dirigida per Lucio Fulci (1964)
- Coriolano eroe senza patria, dirigida per Giorgio Ferroni (1964)
- Il pianeta errante, dirigida per Antonio Margheriti (1966)